# Jackpot (Nevada)
Pour les articles homonymes, voir Jackpot.
Jackpot est une communauté non incorporée du comté d'Elko dans l'État du Nevada.
Située à moins d'1,6 km de la frontière avec l'Idaho, Jackpot a été une destination populaire pour les amateurs de casino de l'État de l'Idaho.
Sa population était de 1 195 habitants en 2010.